# 枯木禅琴谱
《枯木禪琴譜》，古琴譜，釋空塵撰，清光緒十九年（1883）出版。為廣陵琴派代表琴譜之一。

## 琴譜介紹
釋空塵，自稱枯木禪，能琴，亦善作曲，於清光緒十九年出刊《枯木禪琴譜》八卷。
作序題詞者九人，透露當時彈琴名家很多。自序說他“幼耽操縵，……就學於菩提院牧村長老，繼從羽士逸峰趙師、蕪城丁綏安夫子、淮山喬子衡夫子，蒙其悉心指授，研究義理，三十年來僅諳數曲。比年諸師相繼殆謝，奉教無從，於是攜琴訪道，歷燕齊楚越，凡善琴者，必謁之，一一聆納，遞加審按，美善各遇，而妙理多殊，音節亦符，而雅俗互異”。
此譜在琴論、指法方面都敘述得極其簡要，對於傳統琴曲也只是如他所說“去雜除繁”，“譜聲令節”，甚至在京師不見重於“北風”，而名琴家祝安伯獨嗜其“雅音”。至於大膽作曲刊行，卻是稀見的特點。

## 曲目
〈高山〉、〈流水〉、〈圯橋進履〉、〈梅花三弄〉、〈金風落葉〉、〈莊周夢蝶〉、〈風雷引〉、〈墨子悲絲〉、〈普庵咒〉、〈龍翔操〉、〈靜觀吟〉、〈良宵引〉、〈漁歌〉、〈水仙操〉、〈樵歌〉、〈塞上鴻〉、〈關雎〉、〈平沙落雁〉、〈佩蘭〉、〈漁樵問答〉、〈雁度衡陽〉、〈山居吟〉、〈瀟湘水雲〉、〈胡笳〉、〈搗衣〉、〈獨鶴與飛〉、〈雲水吟〉、〈枯木吟〉、〈那羅法曲〉、〈懷古曲〉、〈思賢操〉、〈蓮社引〉